# Tachyphyle basiplaga
Tachyphyle basiplaga là một loài bướm đêm trong họ Geometridae.